# Віктор Колчинський
Віктор Колчинський (1904, Миколаїв — 3 вересня 1937, Харків) — письменник-есперантист, активний діяч Безнаціональної всесвітньої асоціації та робітничого руху.

## Біографія
Колчинський працював у SAT під псевдонімом V. Elsudo, а пізніше також у Міжнародній асоціації революційних есперантистських письменників (IAREV). Він також був секретарем Всеукраїнського комітету есперантистів.
21 жовтня 1936 він був арештований у Харкові і звинувачений у антирадянській діяльності. Свою провину не визнав і був розстріляний 3 вересня 1937.

## Роботи

### Оригінал
- ABC de Sennaciismo, SAT, 1924

### Переклади
- Karl Marx. Lia vivo kaj lia verko., SAT, 1926
- Sendiuloj ŝturmas Dnepron, EKRELO